# Clermont-les-Fermes
Clermont-les-Fermes è un comune francese di 124 abitanti situato nel dipartimento dell'Aisne della regione dell'Alta Francia.

## Società

### Evoluzione demografica
Abitanti censiti